# Thomas W. Hardwick
Thomas William Hardwick (Thomasville, 9 dicembre 1872 – Sandersville, 31 gennaio 1944) è stato un politico statunitense.

## Biografia
Nativo della Georgia, si laureò all'università statale e divenne avvocato. Datosi alla politica nel 1897, nel 1903 riuscì ad essere eletto alla Camera dei Rappresentanti, rimanendo in carica fino al 1914 e passando infine al Senato, dove rimase fino al 1919.
Dapprima ideologicamente vicino al suprematismo bianco, col tempo divenne più progressista per tentare di guadagnare i voti dell'elettorato afroamericano. Oppositore del presidente Woodrow Wilson, era contrario all'entrata degli Stati Uniti nella prima guerra mondiale e fortemente anticomunista. Nel 1919, proprio per la sua avversione ai comunisti, fu tra i bersagli di una vasta ondata di attacchi dinamitardi in tutti gli Stati Uniti: un pacco-bomba, forse assemblato dal noto anarchico Luigi Galleani, venne recapitato a casa sua, ma non fu Hardwick ad aprirlo, bensì il suo custode, che venne gravemente ferito dalla conseguente esplosione.
Nel 1921 riuscì ad essere eletto governatore della Georgia, e durante la sua amministrazione promosse una riforma carceraria, facendo infine abolire la pratica della fustigazione sui prigionieri. Si oppose anche al rinnovato Ku Klux Klan, e cercò di conquistare l'elettorato femminile nominando la prima senatrice donna della storia americana, Rebecca Latimer Felton. La nomina era tuttavia solo una manovra di facciata, poiché mancavano solo pochi giorni alla scadenza della legislatura ed Hardwick sperava di essere eletto egli stesso al Senato al posto della Felton.
L'opposizione al Ku Klux Klan tuttavia gli costò cara, facendogli perdere le elezioni del 1922 contro il candidato fortemente suprematista Clifford M. Walker. Nel 1924 tentò di nuovo di essere eletto al Senato, mentre nel 1932 si candidò ancora a governatore, ma senza successo. In seguito, tornando sui suoi passi, divenne favorevole al riconoscimento statunitense dell'Unione Sovietica. Continuò ad esercitare come avvocato fino al 1944, anno della sua morte, annoverando tra i suoi clienti anche l'ambasciata sovietica a Washington.